# Біле озеро (Київ)
У центрі Оболоні, порівняно неподалік станції метро «Мінська», збереглося доволі глибоке озеро, яке видно з багатьох будинків. Його назва — Біле, або ж Центральне. Воно має і піщаний пляж (на південно-західному боці), і природну рослинність на берегах. Цікаво те, що тут навіть ловлять рибу.

## Основні параметри
Розташоване у центрі кварталу між вулицями Героїв Дніпра, Левка Лук'яненка, проспектами Оболонським і Володимира Івасюка.
Навколо озера утворилася зелена зона, обмежена пішохідною доріжкою навколо нього. У 2004 році навколо озера відремонтовано пішохідну доріжку зі сходами до озера, встановлено освітлення та малі архітектурні форми.
Озеро досить холодне з чистою і прозорою водою, оскільки вода надходить до нього з підземних джерел.